# Культура Молдови
Культу́ра Молдо́ви — культура Молдовського князівства, пізніше Бессарабії і Запрутської Молдови, Молдавської АРСР, Молдавської РСР, сучасної Республіки Молдова і невизнаної Придністровської Молдавської Республіки. Молдовська культура нерозривно пов'язана з народами, що населяють Молдову, перш за все з румунами (молдованами) та румунською (молдовською) мовою.

## Історія

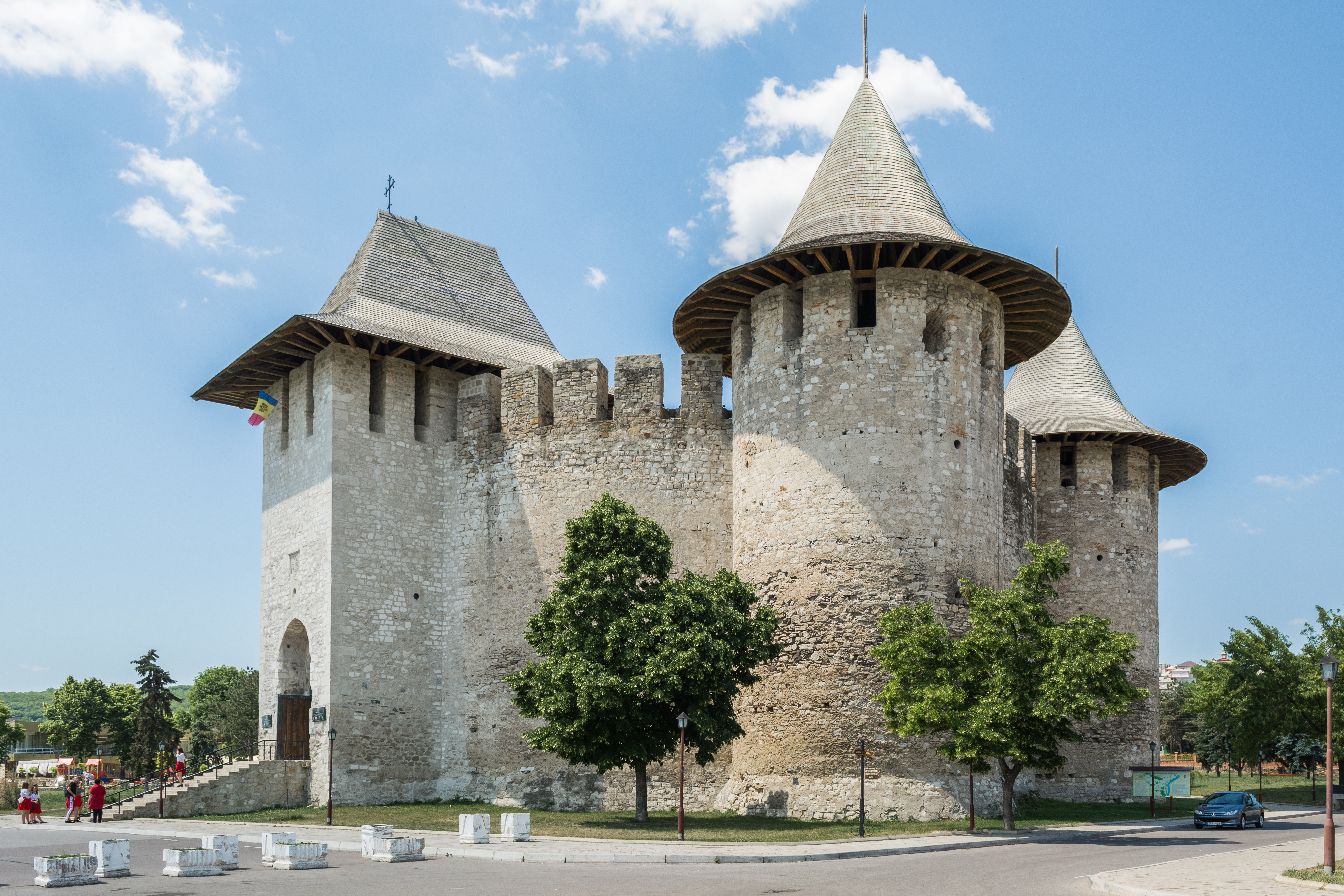
Сороцька фортеця, XV—XVI ст.

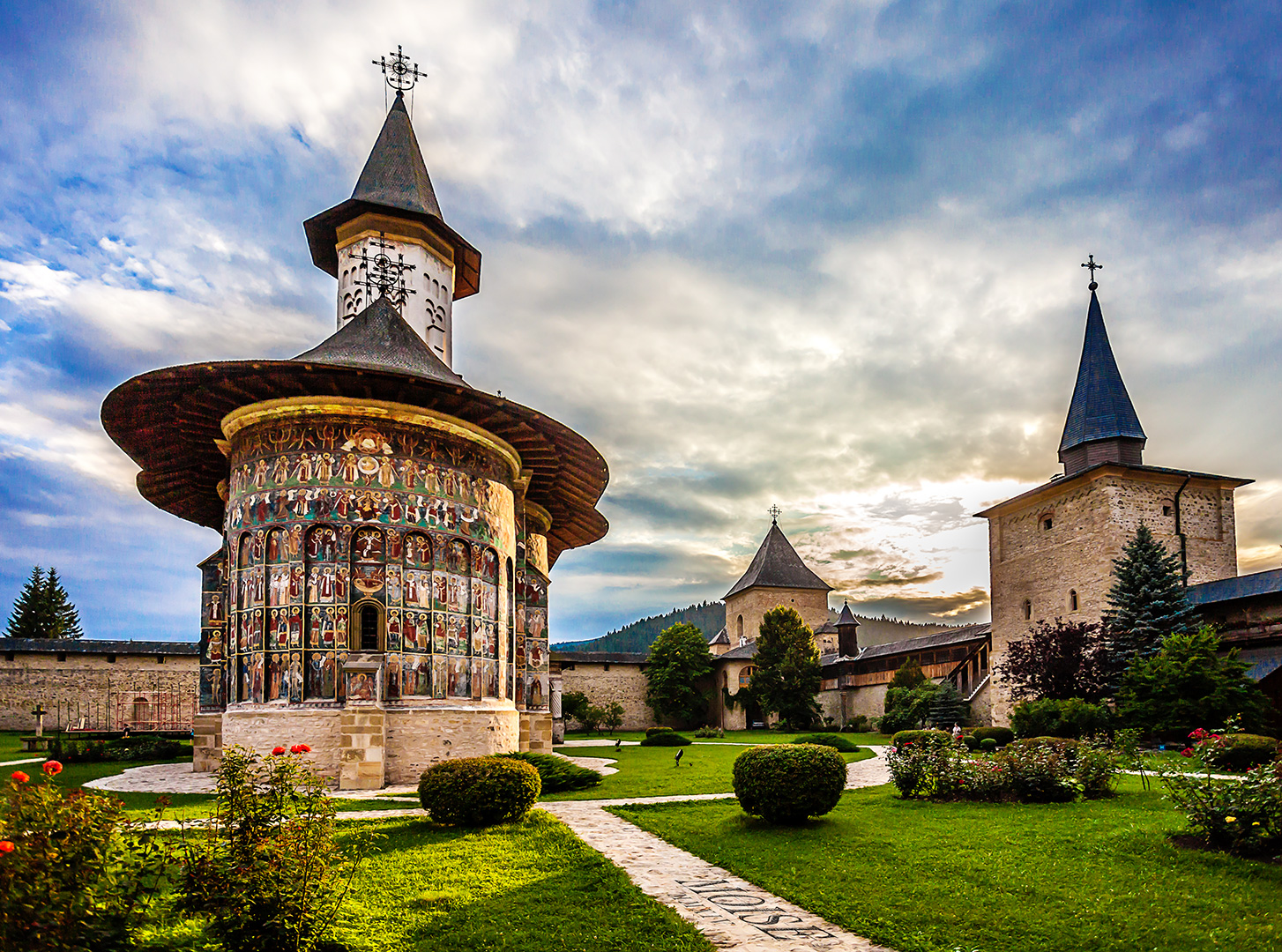
Монастир Сучевиця (нині територія Румунії), кінець XVI ст.

На розвиток культури Молдови вплинуло румунське коріння, що походить з часів II століття нашої ери, тобто доби Римської колонізації Дакії. Внаслідок цього більшість населення Молдови, молдовани, мають загальну етнічну приналежність з румунами.
Протягом багатьох сторіч після відходу римлян у 271 році нашої ери, населення Молдови знаходилося під впливом Візантійської імперії й сусідніх слов'янських, а також угорських народів.
Становлення культури Молдови почалося у середньовіччі з виникненням Молдовського князівства. Вона формувалася в умовах контактів зі східнослов'янським населенням, а також сусідства і владицтва Османської імперії. У 1812 році більша частина території сучасної Республіки Молдова була завойована Російською імперією, та включена до складу Бессарабської губернії, що наклало свій відбиток на культуру. Після розпаду Російської імперії Бессарабія відійшла до Румунії, а на лівому березі Дністра совєцким режимом була утворена Молдавська АРСР. У 1940, та повторно у 1944 році СРСР окупував територію нинішньої Республіки Молдова. Розпад СРСР і здобуття незалежності привели до виходу на перший план національних мотивів у сучасній культурі Молдови.

### Середньовіччя

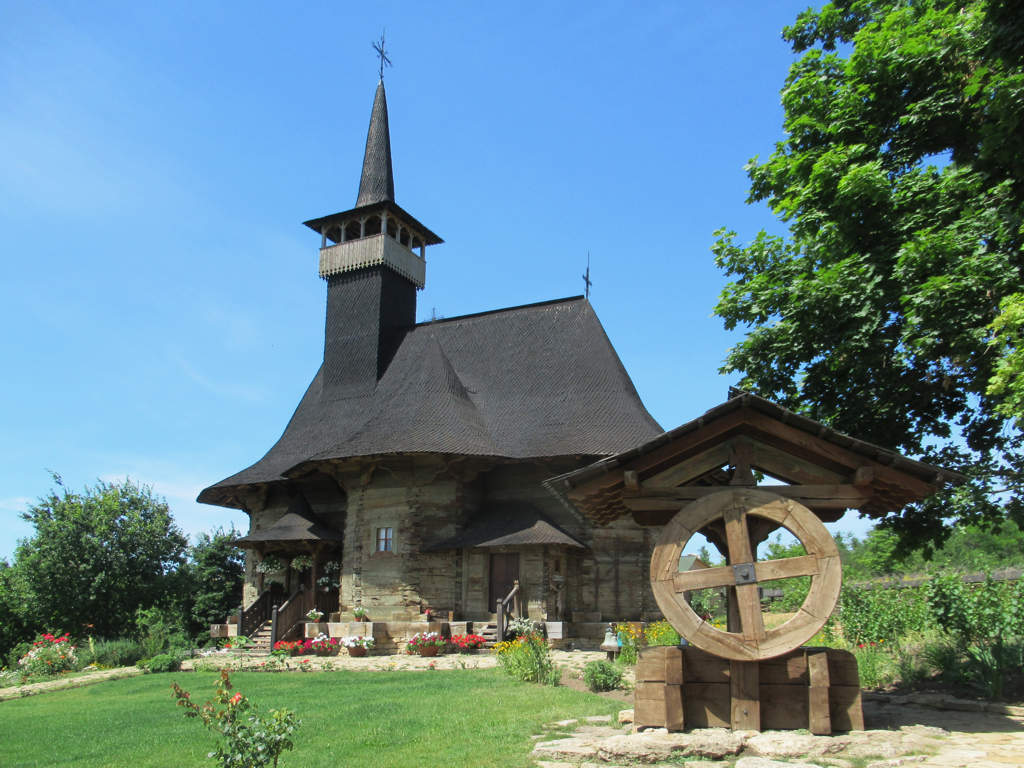
Церква Успіння Пресвятої Богородиці з села Хірішень, 1642

Місцеве населення почало ідентифікувати себе під назвою «Молдова» до чотирнадцятого сторіччя, але продовжило підтримувати близькі культурні зв'язки з іншими Дунайськими князівствами. Одним із давніх джерел, що засвідчують появу етноніму «молдованин», є пасторальна балада «Міоріца». Іншим прикладом молдовської середньовічної творчості є «легенда про заснування Молдовського князівства». Були поширені дойни, колінди, уретури, сноави, багато з яких збереглося й до наших днів. Більшість населення середньовічної Молдови сповідали православ'я, що зумовило культурні зв'язки з іншими православними народами, що проживали на території сучасної України. Візантійсько-південнослов'янська писемність вплинула на молдовсько-слов'янські літописи, Польська ж історіографія зробила вплив на офіційне літописання, що здійснювалося під патронатом молдовських господарів.
Оскільки розвиток культури проходив в Молдовському князівстві в умовах феодального суспільства, можна виділити культуру панівного класу, представлену письмовими пам'ятниками і народну культуру, що знайшла віддзеркалення у фольклорі та в облаштуванні побуту. Формування ідейної спрямованості середньовічної культури Молдови проходило у два етапи. У перший, доосманський період (XIV — перша половина XVI ст.) в культурі виявляється ідеологічна необхідність створення міцної централізованої і незалежної держави. Період Османа характеризується розвитком ідеї боротьби за скидання турецького ярма і здобуття незалежності.
З середньовічних молдовських літописців відомі Грігоре Уреке, Мірон Костін і Микола Костін.
Перші книги (у вигляді релігійних текстів) з'явилися у Молдові в середині сімнадцятого сторіччя при господарі Василі Лупу за участю митрополита Варлаама і з допомогою Москви, Києва і Львова, звідки було завезено устаткування для книгодрукування і папір.

### XIX століття

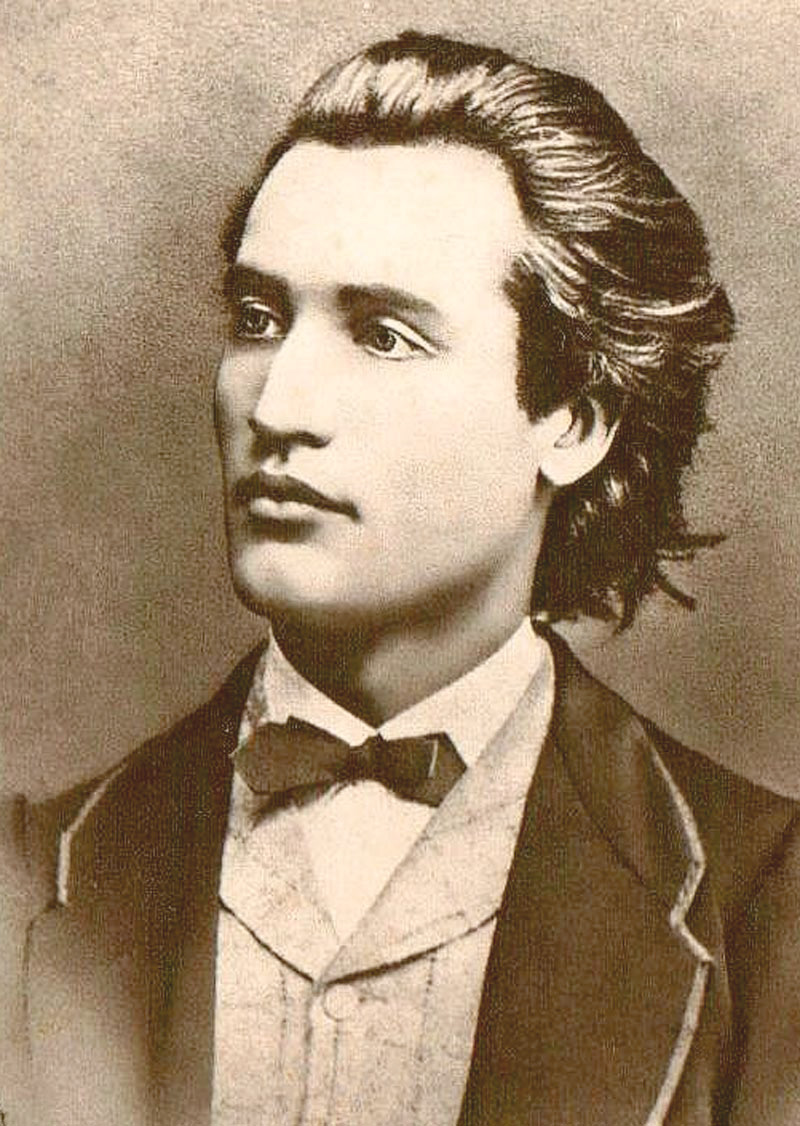
Міхай Емінеску, національний румунський і молдовський поет

З дев'ятнадцятого сторіччя починається офранцуження румунської літератури і мистецтва, що збагатило культуру і наблизило її до загальноєвропейської. Такий процес проходив і в Запрутській Молдові, що входила до складу Румунії, проте в Бессарабії він відбувався значно повільніше.
Після завоювання Бессарабії Росією зв'язок із запрутською Молдовою не був повністю перерваний. Наприклад, це проявилося в художній літературі. У XIX столітті творили такі письменники, як Ґеорґе Асакі, Александру Донич, Константин Негруцци, Алеку Руссо, Михаїл Коґелнічану, Васіле Александрі, Константин Стаматі і багато інших.
У ХІХ ст. почали відкриватися початкові школи, училища повітів і гімназії у всіх містах повітів. До 1858 року в Бессарабії діяло близько 400 шкіл всіх типів, де навчалося більше 12 тисяч учнів. Писемність у краї залишалася на низькому рівні. До 1897 року налічувалося тільки 15,6 % грамотних (22 % чоловіків і 8,83 % жінок).
У Бессарабії були розроблені і видані «російсько-молдовський буквар» (1814), «Коротка Російська граматика з перекладом молдовською мовою» (1819).
У другій половині XIX століття дебютують Йон Крянґе, Міхай Емінеску, Гашдеу Богдан Петричейку.

### Бессарабія у складі Румунії

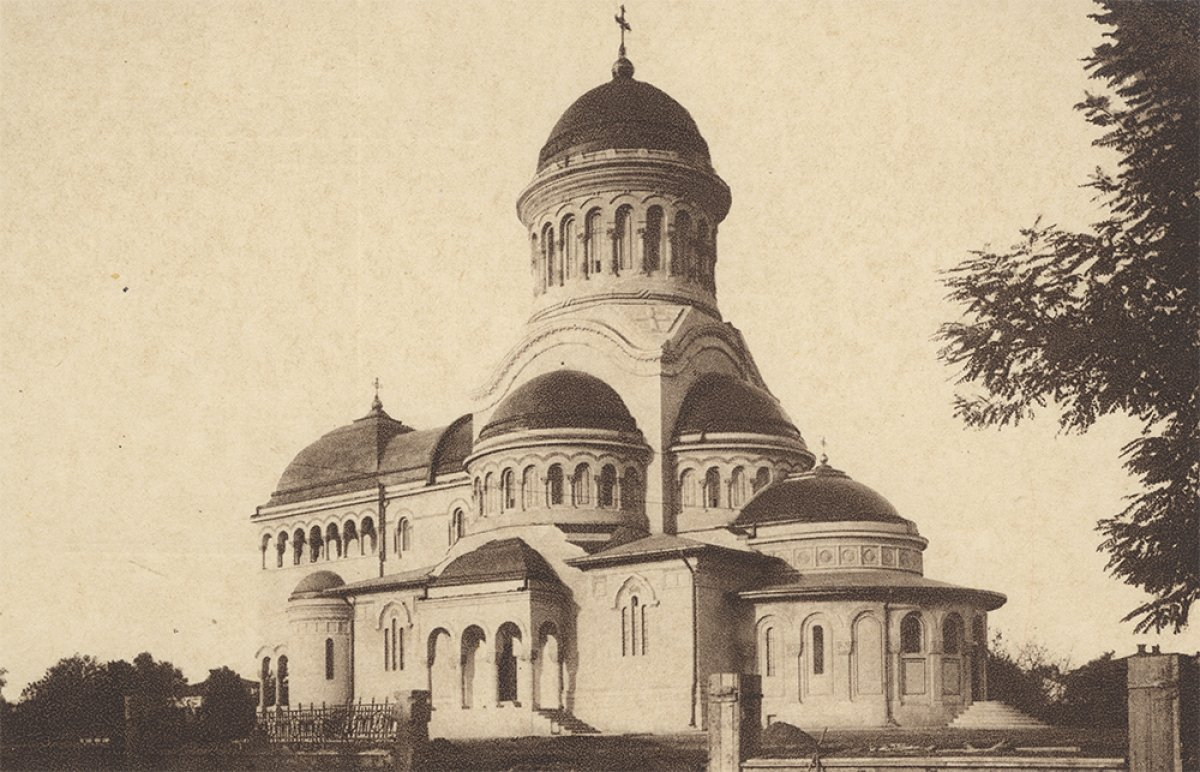
Собор Костянтина і Олени в Більцях, 1924-35 рр.

Після приєднання до Румунії освіта була реорганізована на основі румунської системи. З 1920 по 1940 рік кількість початкових шкіл зросла з 1564 до 2188, проте число середніх шкіл навпроти скоротилося майже удвічі — з 76 в 1917 році до 39 в 1940 році. До середини 1930-х років спостерігалося зростання кількості професійних шкіл, але їх число скоротилося з 55 в 1932 році до 43 в 1940 році. У 1930 згідно з румунським переписом безграмотними залишалися понад 72 % населення, середню освіту мали 86,3 тис. осіб (3,02 %), вище — 10,8 тис. (0,3 %).

### Молдавська АРСР
Розвиток культури в лівобережних регіонах Молдови, де була утворена Молдавська АРСР був достатньо суперечливим. На нього впливала як боротьба між румунізаторами і патріотами, так і класова ідеологія. Значних успіхів досягла народна освіта. Письменність збільшилася з менш ніж 20 % до революції до 36,9 % до 1926 року. У 1930 році було введено обов'язкову початкову освіту, а з середини 1930-х років обов'язкова семирічна освіта. Була заснована система професійної освіти, закладені основи науки, засновувалися вищі навчальні заклади. Були відкриті Тираспільський інститут народної освіти (1930), Тираспільський плодоовочевий інститут (1932), Балтський вчительський інститут (1939).
З негативних тенденцій міжвоєнного періоду слід зазначити закриття церков, що супроводжувалося знищенням або втратою багатьох церковних документів. Була поширена критика «буржуазного націоналізму», проводилися переслідування частини письменників, учених і діячів культури, оголошених «буржуазними».

### Молдавська РСР
Хоча Радянська влада розвивала освіту, вона також робила все, щоб розірвати культурні зв'язки регіону з Румунією. Багато етнічно румунських інтелектуалів або емігрували, або були вбиті, або заслані під час, чи після Німецько-радянської війни, що безумовно призвело до погіршення культурної ситуації в Молдові. Щоб заповнити втрати, радянська влада розвивала міські, культурні і наукові центри та установи, які були згодом заповнені російськими, і іншими не-румунськими етнічними групами.
Відразу після приєднання Бессарабії до СРСР в червні 1940 роки Радянська влада узяла на себе відповідальність за забезпечення загальної безкоштовної освіти. Була створена мережа установ народної освіти, друку, книговидання, культосвітроботи, фізкультури і спорту. До 1941 року в Молдовській РСР працювало 1896 шкіл, в 70 % з яких навчання велося румунською мовою. У 1940—41 рр. понад 100 тисяч школярів отримали безкоштовно одяг і взуття. Кількість вчителів зросла за рік майже удвічі. Восени 1940 року були створені союзи письменників, композиторів, архітекторів і художників, утворена державна філармонія, створено три нові театри, оперну студію. У 1940 році було видано 138 книг тиражем 1,5 млн, з яких 1,2 млн, — румунською мовою. Виходило 56 газет і 3 журнали.
Розвиток культури був перерваний Німецько-радянською війною, проте після закінчення війни почався бурхливий розвиток, внаслідок чого культура стала надбанням широких мас населення.
Саме за часів МРСР почалося становлення кінематографа в Молдові. Була створена кіностудія «Молдова-фільм», що випускала декілька повнометражних художніх фільмів на рік, не рахуючи документальних і мультиплікаційних фільмів.
У радянський період розвивалася і культура гагаузів, що компактно проживають в південних районах Молдови. Була створена абетка на основі кирилиці, видавалися словники, шкільні підручники, книги: «Легенданин ізі» (Слід легенд 1974), «Узун керван» (Довгий караван 1985), «Жанавар йортулари» (Свята вовка 1990) і багато інших.

#### Музика
У 1940 році в Кишиневі були відкриті державна консерваторія, філармонія, музично-драматичний театр, середня музична школа. До складу філармонії увійшли симфонічний оркестр, хорова капела «Дойна», а також група естрадних артистів. Восени того ж року була проведена перша олімпіада художньої самодіяльності. У 1940 році був організований джазовий оркестр під керівництвом Шико Аранова в роки Німецько-радянської війни виступав у військових частинах і госпіталях. На роки війни припав плідний період творчості молдовського композитора Штефана Няги. У 1942 році він написав симфонічну сюїту «Молдова», в 1943—44 рр. — «Дойну» для колоратурного сопрано у супроводі фортепіано і концерт для скрипки і симфонічного оркестру, в 1943 — «Поему про Дністрі», присвячену боротьбі молдовського народу проти загарбників. Йому ж належать хорові твори на вірші Емеліана Букова «Хору перемоги» і «Несемо на прапорах перемогу». У жанрі патріотичної пісні працювали Д. Г. Гершфельд, С. Б. Шапіро та інші.
Після війни відновили свою діяльність музичні колективи, почався бурхливий розвиток музики. Штефан Няга створює кантати «Штефан Великий» (1945), «Бессарабци» (1947), «Ювілейна» (1949), ораторію «Пісня відродження» (1951). Євгеній Кока створює струнні квартети, симфонічну поему «Кодри» (1948), ораторію «Пісня про Котовського» (1950), композицію «Нова Дойна» для голосу з оркестром народних інструментів. Набувають популярності такі композитори, як Л. С. Гуров, С. М. Лобель, В. Р. Загорський, В. Л. Поляків, Р. С. Няга, А. П. Люксембург, П. Б. Рівіліс, Н. І. Маковий, Т. В. Киріяк.
У жанрі інструментального концерту працюють Д. Р. Гершфельд, Д. Р. Федов, А. Б. Муляр, А. П. Люксембург, З. М. Ткач, Є. Д. Дога. Молдовські композитори радянського періоду створюють численні рапсодії, сюїти, балади, обробки молдовських народних пісень, музику для дітей, романси. Велика увага приділяється розвитку хорового мистецтва.
Не обійдені стороною жанри опери і балету. Популярність придбала молдавська історико-легендарна опера «Грозован» (1956) Давида Гершфельда на лібрето В. А. Руссо. Опера Гершфельда «Аурелія» (1958) присвячена захисникам батьківщини у Великій Вітчизняній війні. Опера А. Г. Стирчи «Серце Доміникі» (1960) оповідає про боротьбу підпільників Бессарабії за возз'єднання з Радянським Союзом. Е. Л. Лазарев створює опери «Клоп» (1963) за п'єсою Володимира Маяковського, «Революцією покликаний» (1970), «Дракон» (1976) по казці Євгенія Шварца, радіооперу «Голуби в косу лінійку» (1976). Визнання публіки здобули балети «Світанок» В. Г. Загорського (1959), «Зламаний меч» (1959), «Примари» (1959), «Антоній і Клеопатра» (1965), «Арабески» (1970) Е. Л. Лазарева, «Радда» Д. Г. Гершфельда (1975), «Перехрестя» В. Г. Загорського (1974).
У радянський період велика увага приділялася розвитку музичної освіти. У 1963 році був створений державний інститут мистецтв імені Г. У. Музіческу, працювали три музичні училища, більше 50 дитячих музичних шкіл, середньої спеціальної музичної школи-інтернату.
Великою популярністю користувалися академічний ансамбль народного танцю «Жок», оркестр молдовських народних інструментів «Флуєраш», ансамбль «Кодру», групи «Нірок», «Контемпоранул», «Орізонт», «Плай».

## Республіка Молдова
Розпад СРСР і здобуття незалежності супроводжувалися оголошенням румунської мови офіційною, поверненням латинської графіки, введенням курсу «Історії румун» в шкільну програму, що було використано як привід для розпалювання придністровського конфлікту. У 1992 році був опублікований декрет президента, згідно з яким в 1994 році передбачалося проведення іспиту на знання державної мови для держслужбовців, причому екзаменаторам надавалося право вирішувати питання про звільнення будь-якого працівника. Пізніше парламент Республіки Молдова відклав мовну атестацію. У 1994 році була прийнята нова конституція, де офіційною мовою країни була названа «молдовська мова, що функціонує на основі латинської графіки», тобто фактично румунська. Таке формулювання протрималося у Конституції до 2023 року.

### Релігійна сфера
Кінець XX — початок XXI століття характеризується масовим відновленням храмів, соборів, церков і монастирів: Каларашовський монастир, Капріянський, Хинку, Кафедральний собор Кишинева і багато інших.
Одночасно з приходом до влади Партії комуністів Республіки Молдова були відновлені деякі зі знесених раніше пам'ятники Леніну у низці населених пунктів країни, реставрувалися меморіали совєцьким солдатам, полеглим під час німецько-совєцької війни.

### Кінематограф
Після розпаду СРСР через нестачу засобів діяльність кіностудії «Молдова-фільм» різко скоротилася. Нові фільми після 1991 року практично не випускаються. Якщо ж і випускаються, то звичайно це малометражні короткі фільми. 1989 року Александру Громовим було засновано першу в республіці спеціалізовану кіногазету «Lanterna magica», присвячену питанням як молдовського, так і світового кінематографу.

### Музика

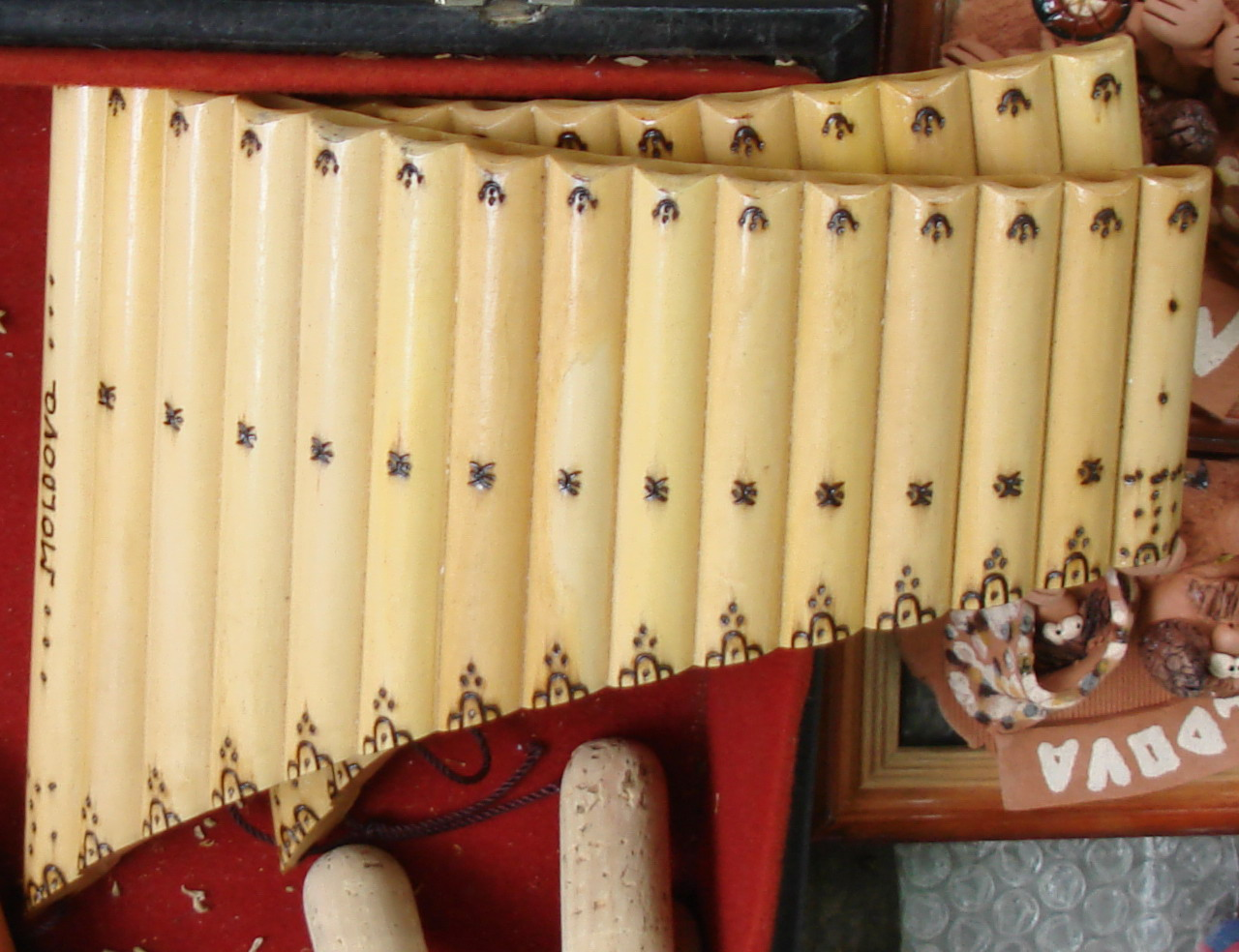
Най — подовжня багатоствольна флейта, національний музичний інструмент Молдови

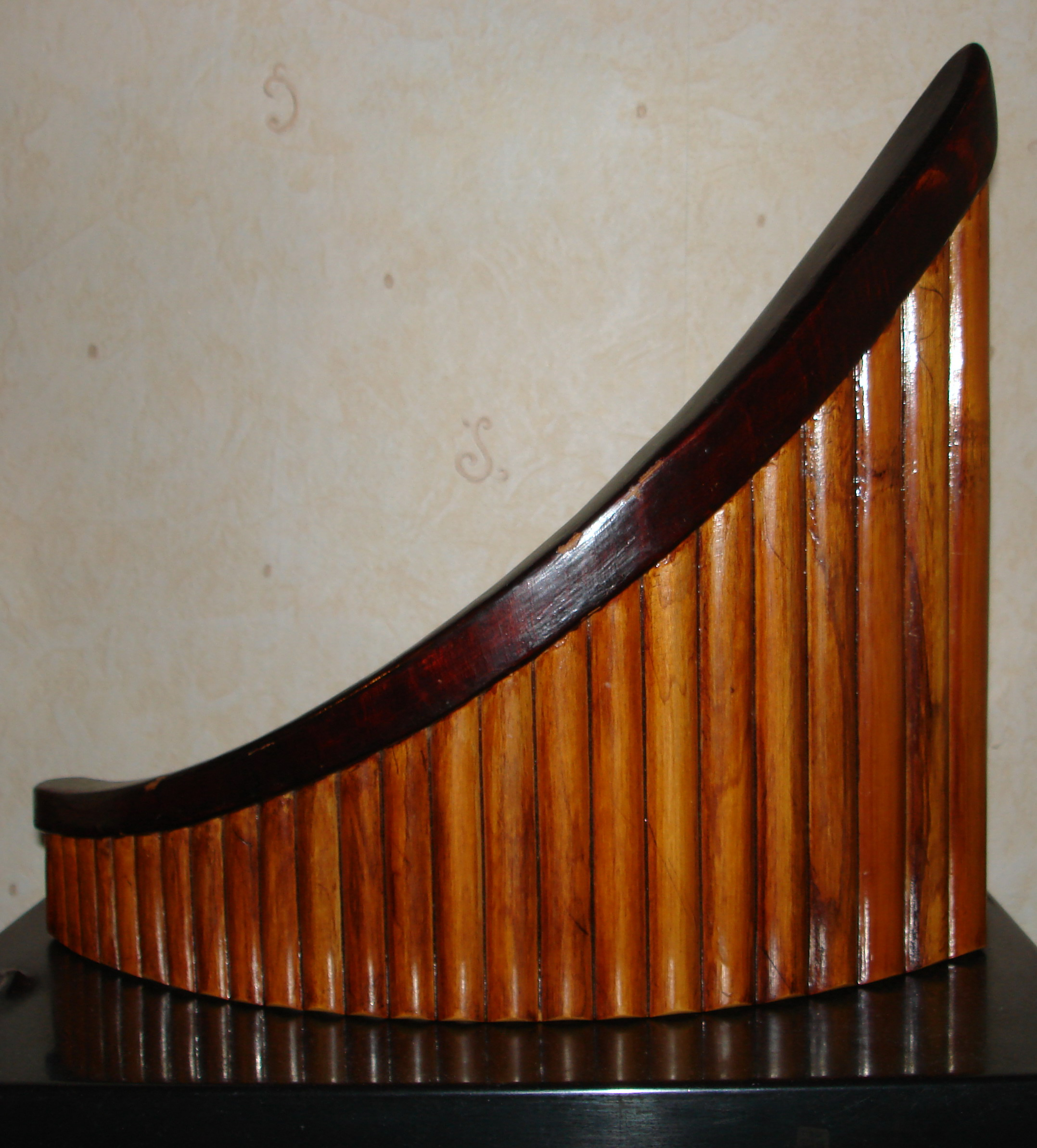
Великий най

Молдовська музика має глибокі національні традиції. Для неї характерне використання таких народних музичних інструментів як най, флуер і ін. В останні десятиліття одержують розвиток сучасні музичні напрямки. У країні і за її межами стають відомими музичні рок-колективи «Zdob si Zdub» і «Гиндул Мицей», а також поп-співаки Аура, Ріки Артезіану і ін. Клеопатра Стратан — дочка молдовського співака Павла Стратан, занесена в книгу рекордів Гіннеса як наймолодша естрадна співачка. Почала виступати на сцені в 2006 році у віці трьох років. Останніми роками Молдова активно бере участь в конкурсі європейської пісні — «Євробаченні». У 2005 році за Молдову виступала група «Zdob si Zdub», в 2006 — Наталія Гордієнко і Арсеніум.

### Мови
Державною мовою Республіки Молдова є румунська мова. У 1994—2023 рр. у Конституції вона називалася «молдовською мовою, що функціонує на основі латинської графіки». До поширених в Молдові мов відносяться також російську, українську, гагаузьку, болгарську, їдиш.
Наслідком Придністровської війни стала поява фактично незалежної «Придністровської Молдавської Республіки», яка фактично контролюється Російською федерацією, що призвело до певного віддалення культур на різних берегах Дністра. Зокрема офіційними мовами в Придністров'ї є молдовська, російська та українська, хоча фактично тотально домінує російська. Придністров'я залишило «молдавську мову» на кириличній абетці, тоді як решта країни повернулася до латиниці.

### Фольклор
Серед численних казок розповсюдження знайшли Безіменний воїн і Кирмиза. Широко відомі такі фольклорні персонажі, як Фет-Фрумос, Іляна Косинзяна, Лаур Балаур, баба Докія.
Традиційними персонажами молдовського гумору є Пекале і Тиндале.

### Преса
У Молдові видається низка друкованих видань. Головні представники:
- «Іскра»
- «Кишинівські новини»
- «Кишинівський оглядач»
- «Комерсант Молдови»
- «Комсомольська правда в Молдові»
- «Маклер»
- «Молдовські відомості»
- «Незалежна Молдова»
- «Економічний огляд»
- «Електронний офіс»

### Свята
Серед офіційних свят Молдови Новий рік, Різдво Христове, День незалежності Молдови, День національної мови. Відомим молдовським і румунським народним святом є Мерцишор — традиційне свято зустрічі весни, який наголошується 1 березня. Більшістю населення наголошується ряд православних свят, серед яких особливо широко Великдень, Батьківський день, Трійця. C радянського періоду збереглася традиція відзначати свята 23 лютого, 8 березня, 1 і 9 травня. З нових свят треба відзначити Національний день вина, що святкувався вперше в 2002 році.

### Кухня
Молдова розташована в регіоні багатих природних можливостей, винограда, фруктів і різноманітних овочів, а також вівчарства і птахівництва, що обумовлює багатство і різноманітність місцевої кухні, яка складалася під впливом грецької, турецької, балканської, західноєвропейської, а пізніше — української і російської кухонь, і проте вона відрізняється самобутністю.
Також у регіоні розвиненим є виноробство.

## Відомі представники
- Димитрій Кантемир (1673—1723) — письменник й історик.
- Алексей Матеєвич (1888—1917) — поет, автор гімну Республіки Молдова.
- Еуджен Доґа (нар. 1937) — композитор.
- Надія Чепрага (нар. 1956) — співачка.
- Еміль Лотяну (1936—2003) — кінорежисер, сценарист, поет.
- Валеріу Жереґі (нар. 1948) — кінорежисер і сценарист.
- Александру Бернардацці (1831—1907) — архітектор.
- Думітру Матковші (1939—2013) — письменник.
- Григорій Вієру (1935—2009) — поет.
- Міхай Тімофті (нар. 1948) — режисер, актор, музикант, Народний артист Молдови.

### Зовнішні посилання
1. Молдавська РСР, культура Молдови у радянський період[недоступне посилання з квітня 2019]
2. Молдовська література [Архівовано 9 грудня 2007 у Wayback Machine.]
3. Спілка Російських Художників Молдови
4. Центр Сучасного Мистецтва, Кишинів [Архівовано 28 березня 2007 у Wayback Machine.]
5. Монастири Молдови
6. Театри і концерти
7. Портал про молдовську музику [Архівовано 23 березня 2007 у Wayback Machine.]
8. Вина Молдови [Архівовано 25 березня 2007 у Wayback Machine.]
9. Релігійний склад населення за регіонами Молдови у 2004 році